# Sympiesis comperei
Sympiesis comperei är en stekelart som beskrevs av Crawford 1912. Sympiesis comperei ingår i släktet Sympiesis och familjen finglanssteklar.
Artens utbredningsområde är Filippinerna. Inga underarter finns listade i Catalogue of Life.